# Holanthus clarki
Holanthus clarki is een zee-egel uit de familie Hemiasteridae.
De wetenschappelijke naam van de soort werd in 1924 gepubliceerd door Lambert & Thiéry.